# Karl Bertsch (Botaniker)
Karl Bertsch (* 1. Februar 1878 in Dormettingen; † 1965 in Ravensburg) war ein deutscher Botaniker mit den Spezialgebieten Mooskunde, Gefäßpflanzentaxonomie und -verbreitung sowie Paläobotanik. Sein offizielles botanisches Autorenkürzel lautet „Bertsch“.

## Leben
Der Sohn von Emilie Bertsch geb. Ott und des Kunstschreiners Josef Anton Bertsch ging in Dormettingen zur Schule. Er besuchte später die Aspirantenanstalt in Saulgau und wechselte schließlich an das Schullehrerseminar dort. Seine erste Anstellung im Schuldienst erhielt er als Lehrgehilfe der Volksschule in Oberndorf am Neckar. Von 1897 bis 1902 war er Hilfslehrer an der Präparandenanstalt in Saulgau. Er kam dann kurzzeitig als Amtsverweser an die Schwabschule in Stuttgart, wurde dann wieder Amtsverweser an der Realschule in Biberach und 1902 bis 1903 an der Volksschule in Weingarten. 1903 kam er als Hilfslehrer an die Oberrealschule in Esslingen und 1903 bis 1904 an die Realschule Waldsee, später an die Realschule in Schramberg und zuletzt 1904–1905 an die Latein- und Realschule in Buchau. 1905 erhielt er seine erste feste Anstellung als Reallehrer an der Latein- und Realschule in Mengen. 1913 wurde er an die Oberrealschule nach Ravensburg versetzt und wurde 1920 zum Oberreallehrer befördert. Er war schließlich Professor am Lehrerseminar in Weingarten.
1952 wurde er Ehrenmitglied des Vereins für vaterländische Naturkunde in Württemberg, dessen 1874 gegründetem oberschwäbischen Vereinszweig er angehörte. 1958 wurde er zum Ehrendoktor der Universität Tübingen ernannt. Umfangreiche Teile seines Herbars befinden sich heute in der botanischen Sammlung des Staatlichen Museums für Naturkunde Stuttgart.

## Werk
Karl Bertsch war in der ersten Hälfte des 20. Jahrhunderts einer der wichtigsten Botaniker in Württemberg. Er untersuchte nicht nur detailliert die Verbreitung der Höheren Pflanzen besonders in Oberschwaben, sondern auch mithilfe der Pollenanalyse ihre Geschichte in der Nacheiszeit. Dazuhin waren seine wichtigsten Werke die Moosflora zunächst für Württemberg und später die Flechtenflora, die er dann beide auf das Gebiet von Südwestdeutschland erweiterte und die erstmals eine Grundlage der Kenntnis für diese Pflanzen in diesem Gebiet bildeten. Außerdem schrieb er nach dem Zweiten Weltkrieg einige populäre Bücher und brachte so die Biologie der Pflanzengesellschaften dem Laien nahe.

## Familie
Von seinen Söhnen wurde der ältere, Karl Andreas Bertsch, der 1907 geboren wurde, später Kunsterzieher am Dillmann-Gymnasium in Stuttgart. Der jüngere, Franz Josef Bertsch, der 1910 geboren wurde und der die Botanik seines Vaters fortsetzen sollte, fiel 1944 bei der Schlacht um Witebsk in Belarus. Einer der Enkel, ein Sohn von Karl Andreas Bertsch, Professor Andreas Bertsch (geb. am 22. Februar 1934) wurde mit der Verbindung von Botanik und Zoologie Ökologe an der Universität Marburg. Zu den bedeutendsten Schülern von Karl Bertsch gehörten Gerhard Lang, der später Professor am Geobotanischen Institut in Bern in der Schweiz wurde, und Hansjörg Eichler (Ravensburg 1. April 1916 – 22. Juni 1992 Berlin), der 1955 nach Australien auswanderte und dort einer der einflussreichsten Botaniker des Landes im 20. Jahrhundert wurde.

## Sammlungen
Die Sammlungen der Phanerogamen kamen 1970 an das Staatliche Museum für Naturkunde Stuttgart (STU). Die Kryptogamen blieben teilweise im Besitz der Familie.

## Werke
- 1926: Die Pflanzenreste aus der Kulturschichte der neolithischen Siedlung Riedschachen bei Schussenried, in: Schriften des Vereins für Geschichte des Bodensees und seiner Umgebung, 54. Jg. 1926, S. 261–279 (Digitalisat)
- 1927: Das Blütenstaubdiagramm der spätbronzezeitlichen Siedlung im Federseeried, in: Schriften des Vereins für Geschichte des Bodensees und seiner Umgebung, 55. Jg. 1927, S. 215–220 (Digitalisat)
- 1927 (mit Hermann Poeverlein). Beitrage zur Pilzflora von Württemberg. III. Rostpilze (Uredineen). In: Jahresh. Verein vaterländ. Naturkunde Württemberg 83, 159 ff.
- 1928 Waldgeschichte des württembergischen Bodenseegebietes, in: Schriften des Vereins für Geschichte des Bodensees und seiner Umgebung, 56. Jg. 1928, S. 221–268 (Digitalisat)
- 1931: Paläobotanische Monographie des Federseerieds. Bibliotheca Botanica 127 S., 86 Abb., 8 Tab.
- 1940: Geschichte des deutschen Waldes. Jena: G. Fischer. 124 S., Neuauflage 1949.
- 1941: Früchte und Samen. Handbuch der praktischen Vorgeschichtsforschung. Band 1, 247 S., Stuttgart 1941.
- 1942: Lehrbuch der Pollenanalyse. Handbuch der praktischen Vorgeschichtsforschung. Band 3, 195 S., Enke, Stuttgart 1942.
- 1947: Sumpf und Moor als Lebensgemeinschaft. Ravensburg, Otto Maier, 142 pp. (2, adv.), 50 Abbildungen im Text.
- 1947: Der See als Lebensgemeinschaft. Ravensburg: Otto Maier. 146 Seiten mit Abbildungen. Kartoniert mit Schutzumschlag. 236 g
- 1947: Der Wald als Lebensgemeinschaft. Ravensburg: Maier. 179 Seiten mit Abbildungen.
- 1947: Die Wiese als Lebensgemeinschaft. Ravensburg: Maier. 146 Seiten mit Abbildungen.
- 1947 (mit Franz Josef Bertsch): Geschichte unserer Kulturpflanzen. 78 Abb. und Karten im Text. 268 S., Stuttgart
- 1949: Moosflora. Stuttgart: E. Ulmer. 193 pp.
- 1954: Die zeitliche Stellung der Renntierjäger an der Schussenquelle, in: Schriften des Vereins für Geschichte des Bodensees und seiner Umgebung, 72. Jg. 1953/54, S. 19–30 (Digitalisat)
- 1955: Flechtenflora von Südwestdeutschland. Stuttgart: E. Ulmer. 256 pp.
- 1959: Moosflora von Südwestdeutschland.  234 S., E. Ulmer, Stuttgart.
- 1962: Flora von Südwest-Deutschland. Zum Gebrauch auf Wanderungen, in Schulen und beim Selbstunterricht. Wissenschaftliche Verlagsgesellschaft, Stuttgart, 3. neubearbeitete und erweiterte Auflage, 470 Seiten mit 55 Abbildungen.